# Timo Zaal
Timo Zaal (* 9. Februar 2004 in Leeuwarden) ist ein niederländischer Fußballspieler.
Er spielte bis 2015 bei SC Cambuur und schloss sich dann dem SC Heerenveen an. Zur Saison 2023/24 wechselte er in die U21-Mannschaft von Feyenoord Rotterdam. Des Weiteren ist Zaal niederländischer Nachwuchsnationalspieler.

## Karriere

### Verein
Timo Zaal wurde in Leeuwarden in der Provinz Fryslân geboren und spielte in seiner Kindheit für den ortsansässigen SC Cambuur, bevor er im Sommer 2015 in die Jugendabteilung des SC Heerenveen wechselte. Am 10. April 2022 gab er im Alter von 18 Jahren beim 3:1-Sieg im Derby gegen den FC Groningen sein Profidebüt in der Eredivisie. Am Ende der Saison 2021/22, wo Zaal insgesamt lediglich zwei Einsätze in der Eredivise absolvierte, qualifizierte sich der SC Heerenveen für die ligainternen Play-offs um die Teilnahme an der UEFA Europa Conference League, wo der Verein gegen den AZ Alkmaar ausschied.

### Nationalmannschaft
Timo Zaal ist niederländischer Nachwuchsnationalspieler und gab am 30. Januar 2019 beim 2:0-Sieg gegen Ungarn während eines Turnieres in Spanien sein Debüt für die U15-Nationalmannschaft der Niederlande. Bis Mai 2019 kam er auf fünf Spiele für diese Altersklasse. Danach kam Zaal von November 2019 bis Februar 2020 zu drei Einsätzen für die niederländischen U16-Junioren sowie von September 2021 bis März 2022 in sechs Partien für die U18-Nationalmannschaft der Niederländer. Gegenwärtig läuft er für die niederländische U19-Nationalmannschaft auf.